# Boris Elțîn
Boris Nikolaievici Elțîn (în rusă Бори́с Никола́евич Е́льцин; n. 1 februarie 1931, Butka⁠(d), URSS – d. 23 aprilie 2007, Moscova, Rusia) a fost un politician rus. În 1991 a devenit primul președinte al Rusiei, fiind primul conducător din istoria acestei țări ales în mod direct.

## Tinerețea
S-a născut într-o familie modestă din Sverdlovsk (astăzi Ekaterinburg).
În clasa a șaptea din școala generală, a pierdut două degete de la mâna stângă în urma exploziei unei grenade neexplodate din timpul celui de-al Doilea Război Mondial. Handicapul nu l-a împiedicat să urmeze, cu rezultate excepționale, Liceul Pușkin din Berezniki, regiunea Perm și apoi Institutul Politehnic Ural, cu specializarea „Construcții” între 1955-1968.

## Ascensiunea politică
În 1961, încurajat de „dezghețul” lui Nikita Hrușciov, se înscrie în Partidului Comunist al Uniunii Sovietice (PCUS) și în 1969 ajunge în nomenclatura de partid, lucrând în administrația comunistă.
Manifestând calități organizatorice deosebite, avansează pe linie de partid și ajunge secretar de partid al regiunii Sverdlovsk, calitate în care dispune distrugerea casei Ipatiev, unde fusese asasinat ultimul țar, Nicolae al II-lea.
La 24 decembrie 1985 devine primar al Moscovei (de fapt Prim-secretar al Comitetului Orășenesc Moscova al PCUS), funcție pe care o deține până în 1987 când este demis datorită criticilor vehemente la adresa lui Gorbaciov și a ritmului reformelor, considerat de el ca fiind „prea lent”.
În martie 1989 a fost ales în Congresul Deputaților Poporului și a câștigat un loc în Sovietul Suprem. În mai 1990 a fost numit președinte al Sovietului Suprem al RSFSR. În iunie RSFSR și-a proclamat independența, iar în iulie Elțîn a părăsit PCUS. În alegerile prezidențiale democratice din Rusia de pe 12 iunie 1991, Elțîn a câștigat 57% din voturile populare, și a fost învestit în funcție pe 10 iulie.
Pe 18 august 1991 a început o lovitură de stat împotriva lui Gorbaciov (și a lui Elțîn), condusă de comuniști în frunte cu Kriușkov. Gorbaciov a fost reținut în Crimeea, în vreme ce Elțîn s-a deplasat spre Casa Albă a Rusiei pentru a ține piept loviturii de stat. Casa Albă a fost asediată de armată, dar, confruntate cu demonstrații populare masive, trupele s-au retras, în vreme ce Elțîn ținea un discurs memorabil de pe turela unui tanc. Până pe 21 august majoritatea liderilor loviturii de stat au părăsit Moscova, iar Gorbaciov a fost „salvat” din Crimeea și readus în Moscova. Elțîn a fost salutat în întreaga lume ca un erou pentru că a salvat Uniunea Sovietică de revenirea tiraniei și lumea întreagă de reaprinderea Războiului Rece.
La începutul lui decembrie 1991, Ucraina a votat independența de Uniunea Sovietică. O săptămână mai târziu, președinții Rusiei, Ucrainei și Belarusului au pus bazele Comunității Statelor Independente. Pe 24 decembrie, Rusia a preluat locul URSS de la Națiunile Unite. În ziua următoare, președintele Gorbaciov a demisionat, iar URSS a încetat să mai existe.
Pe 9 august 1999, Elțîn și-a demis prim-ministrul, Serghei Stepașin, și, pentru a patra oară, întregul său cabinet.

## Declinul
Elțîn a rămas Președinte al Rusiei până pe 31 decembrie 1999, fără a se mai ridica, pe plan istoric și personal, la înălțimea la care l-au dus evenimentele din 1991. A demisionat pe 31 decembrie 1999, numindu-l pe Vladimir Putin președinte interimar, până la noile alegeri din 26 martie 2000.
Problemele personale și de sănătate ale lui Elțîn, alcoolic înveterat, au fost de multe ori în atenția presei mondiale. Ca de exemplu, într-o conferință în aer liber cu Bill Clinton, i-a spus acestuia că „este un dezastru”. Odată cu trecerea anilor, Elțîn a început să fie privit ca un conducător din ce în ce mai fragil, despre a cărui moarte iminentă s-a discutat adeseori.

## Decesul și funeraliile
Boris Elțîn a decedat pe 23 aprilie 2007 la ora 15:45 ora de la Moscova la Spitalul Clinic Central, ca urmare a unui stop cardiac provocat de boala cardiovasculară progresivă și apoi de insuficiența mai multor organe, adică disfuncția multor organe interne cauzate de o boală a sistemului cardiovascular, a declarat într-un interviu acordat RIA Novosti, șeful Centrului Medical al Oficiului președintelui Rusiei, Serghei Mironov. În același timp, în programul de știri „Vesti”, el a raportat un alt motiv pentru moartea ex-președintelui: „Elțîn a suferit o infecție cataral-virală destul de severă (răceală) care a lovit foarte dur toate organele și sistemele”, Elțîn a fost spitalizat cu 12 zile înainte de moartea sa.